# Spanska fiolen
Spanska fiolen eller spanska felan var ett straffredskap som förut ingick i svensk rättskipning. 

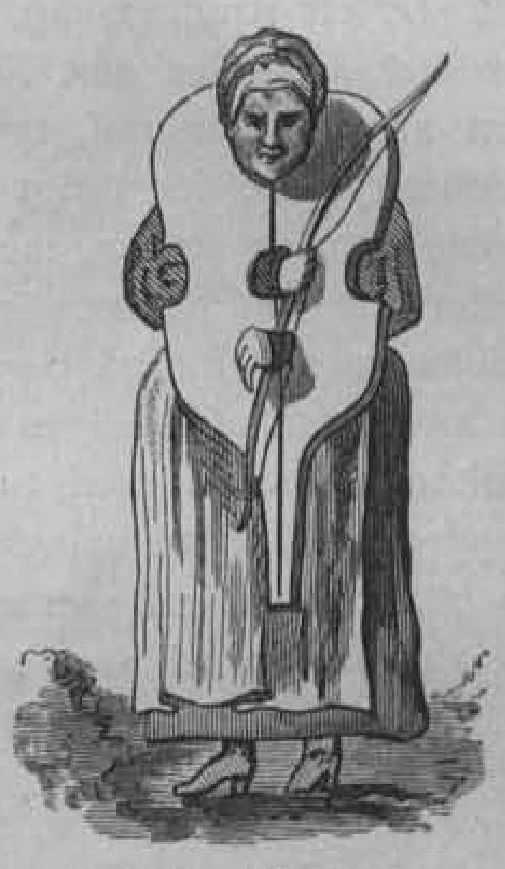
Spanska fiolen

Bestraffningen bestod av att brottslingen bands vid en skampåle med ett redskap om halsen som till utseendet påminde om en fiol under en tidsperiod på vanligen några timmar. 
Spanska fiolen var ett vanligt straff för kvinnor dömda för fysiskt våld. Enligt 1798 års krigsartiklar var det ett straff som utdömdes för hustrur, barn och civil personal till militären på garnison och fästning.